# میرکو آلیوویچ
میرکو آلیوویچ (انگلیسی: Mirko Alilović؛ زادهٔ ۱۵ سپتامبر ۱۹۸۵) بازیکن هندبال اهل کرواسی است.